# Portugiesisch-sambische Beziehungen
Die portugiesisch-sambischen Beziehungen umfassen das zwischenstaatliche Verhältnis zwischen Portugal und Sambia. Die Länder unterhalten seit 1975 direkte diplomatische Beziehungen.
Im Jahr 2014 waren 49 Bürger beim portugiesischen Konsulat in Sambia registriert, während im Jahr 2016 fünf Staatsbürger Sambias in Portugal gemeldet waren.

## Geschichte
Ab 1600 drangen portugiesische Händler von ihrer Kolonie Mosambik aus auch ins heutige Sambia vor und siedelten sich neben Zumbo insbesondere in Petauke an. 

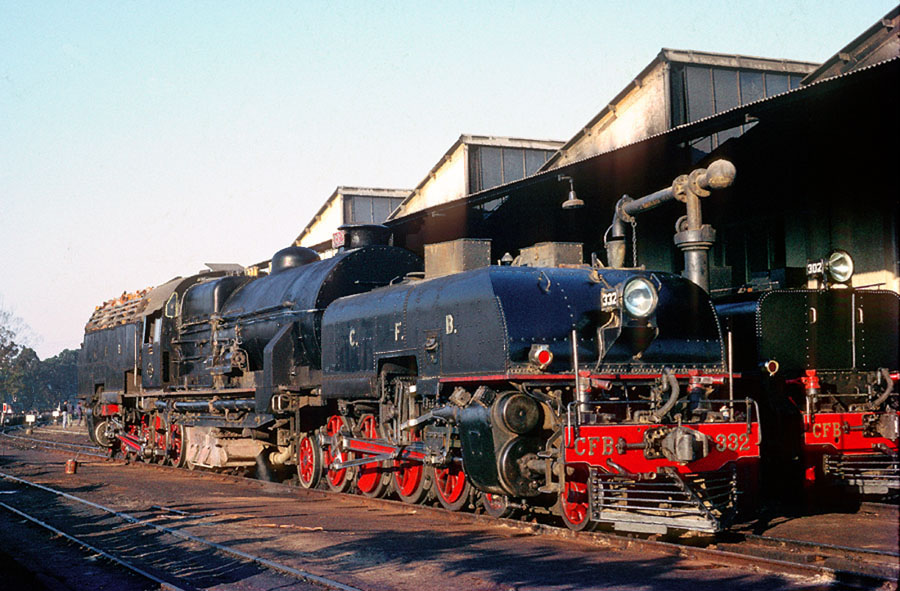
Über die portugiesische Benguelabahn wurde lange Zeit der wesentliche Kupferexport Sambias abgewickelt

Sambia wurde im Verlauf des 19. und frühen 20. Jahrhunderts Britische Kolonie, bis es 1964 seine Unabhängigkeit erlangte. Damit stand das Land fortan im Gegensatz zu Portugal, da Sambia an die portugiesischen Kolonien Mosambik und Angola angrenzte, die ihrerseits im Portugiesischen Kolonialkrieg um ihre Unabhängigkeit kämpften. Kontakte pflegte man dennoch, als Folge der Abhängigkeit Sambias von den portugiesisch-sambischen Eisenbahnverbindungen, insbesondere für seine Kupferexporte über Ndola weiter über die portugiesische Benguelabahn. Zeitgleich war Sambia immer wieder Rückzugsgebiet für angolanische und mosambikanische Unabhängigkeitskämpfer gegen die portugiesische Kolonialverwaltung.
Nach der Nelkenrevolution 1974 und dem folgenden Ende des portugiesischen Kolonialreichs gingen das nunmehr demokratische Portugal und Sambia am 3. April 1975 diplomatische Beziehungen ein. Am 16. Januar 1976 nahm António Taveira Valente als erster Botschafter Portugals in Sambia seine Arbeit in der neueröffneten portugiesischen Botschaft in der Hauptstadt Lusaka auf.
Unter Mitwirkung der Troika-Staaten Portugal, Russland und USA wurde 1994 in Sambia das Lusaka-Protokoll geschlossen. Es sollte die Beendigung des Bürgerkriegs in Angola einleiten.
1999 schloss Portugal die Botschaft in Sambia, das seither von der portugiesischen Botschaft im Nachbarland Simbabwe aus betreut wird.

## Diplomatie

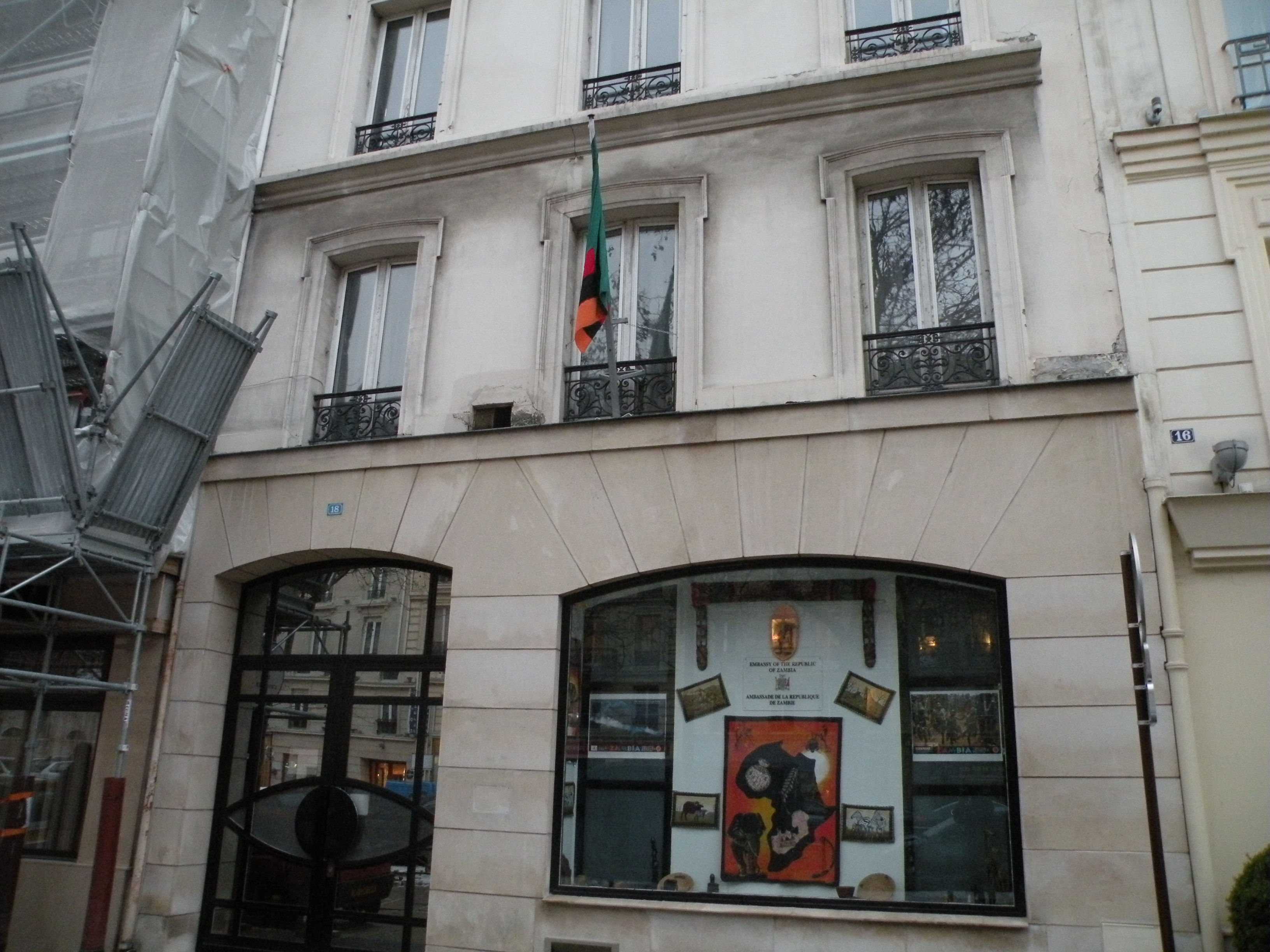
Die sambische Botschaft in Paris ist auch für Portugal zuständig

Portugal unterhält seit 1999 keine eigene Botschaft in Sambia mehr, das seither zum Amtsbezirk der portugiesischen Botschaft in Simbabwe gehört. In der sambischen Hauptstadt Lusaka ist ein Honorarkonsulat Portugals eingerichtet.
Sambia führt ebenfalls keine eigene Botschaft in Portugal, seine Vertretung in Paris ist für Portugal zuständig. Sambische Konsulate sind in Portugal keine eingerichtet.

## Städtepartnerschaften
Bisher wurden zwei Städtefreundschaften zwischen Kommunen in Portugal und Sambia geschlossen (Stand 2017):
- Funchal und Livingstone (seit 1980)
- Porto und Ndola (seit 1978)

## Wirtschaft

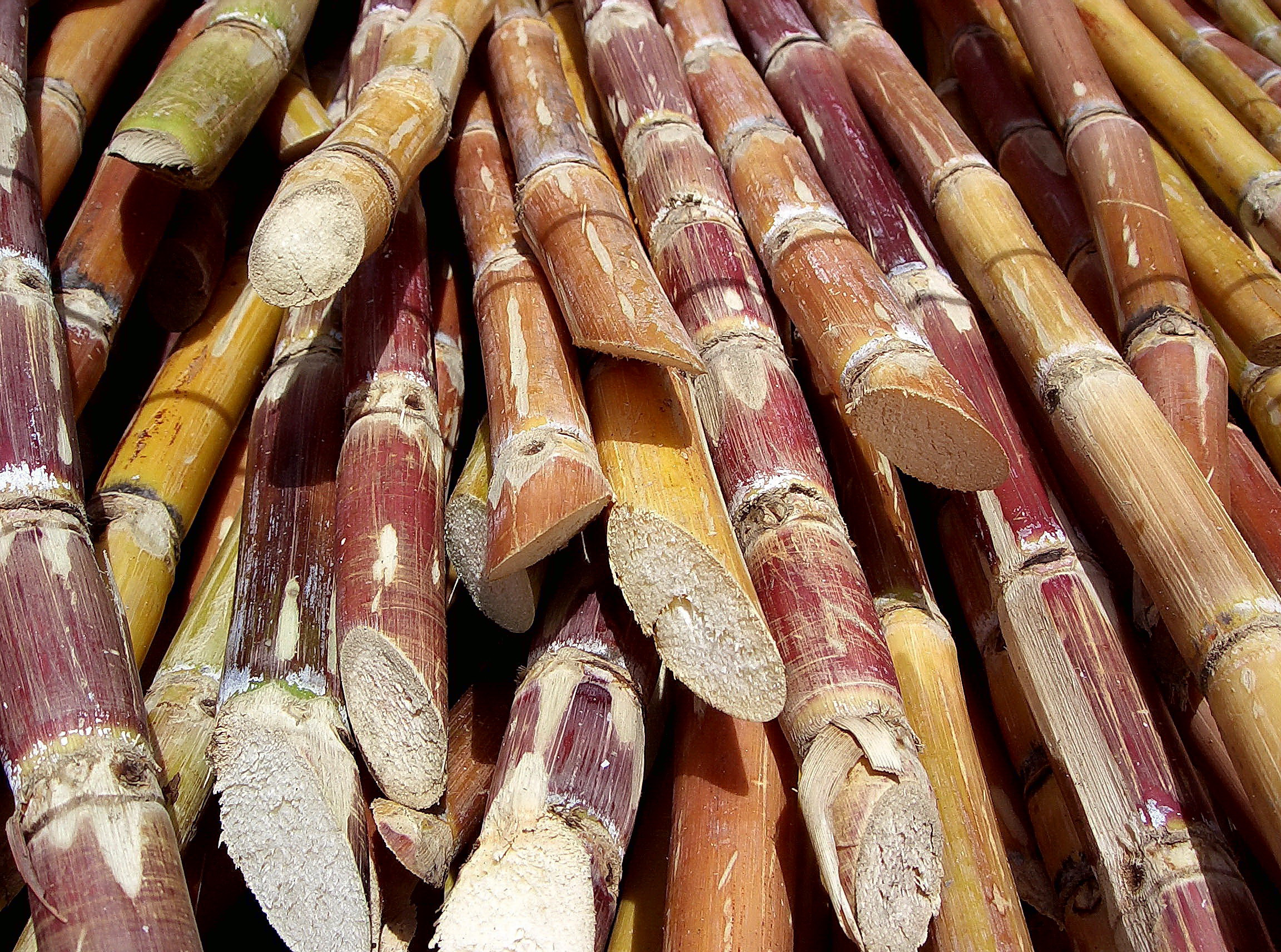
Zucker, vor allem aus Zuckerrohr gewonnen, ist weit vor Baumwolle das bedeutendste Exportgut Sambias nach Portugal

Die portugiesische Außenhandelskammer AICEP unterhält keine Niederlassung in Sambia, zuständig ist das AICEP-Büro in der simbabwischen Hauptstadt Harare.
Im Jahr 2016 exportierte Portugal Waren im Wert von 2,181 Mio. Euro nach Sambia (2015: 4,149 Mio.; 2014: 3,069 Mio.; 2013: 12,697 Mio.; 2012: 0,857 Mio.), davon 24,3 % Maschinen und Geräte (vor allem Leuchten, Lampen und Kabel), 18,8 % textile Stoffe, 13,4 % Kunststoffe und Gummi (vor allem Röhren), 8,5 % Metallwaren und 4,8 % Optik- und Präzisionsgeräte.
Im gleichen Zeitraum lieferte Sambia Waren im Wert von 2,984 Mio. Euro an Portugal (2015: 4,094 Mio.; 2014: 4,244 Mio.; 2013: 7,993 Mio.; 2012: 5,699 Mio.), davon 84,4 % Lebensmittel, 10,6 % textile Stoffe und 4,9 % Maschinen und Geräte.
Damit stand Sambia für den portugiesischen Außenhandel an 141. Stelle als Abnehmer und an 118. Stelle als Lieferant, im sambischen Außenhandel rangierte Portugal an 72. Stelle als Abnehmer und an 46. Stelle als Lieferant.